# Van một chiều

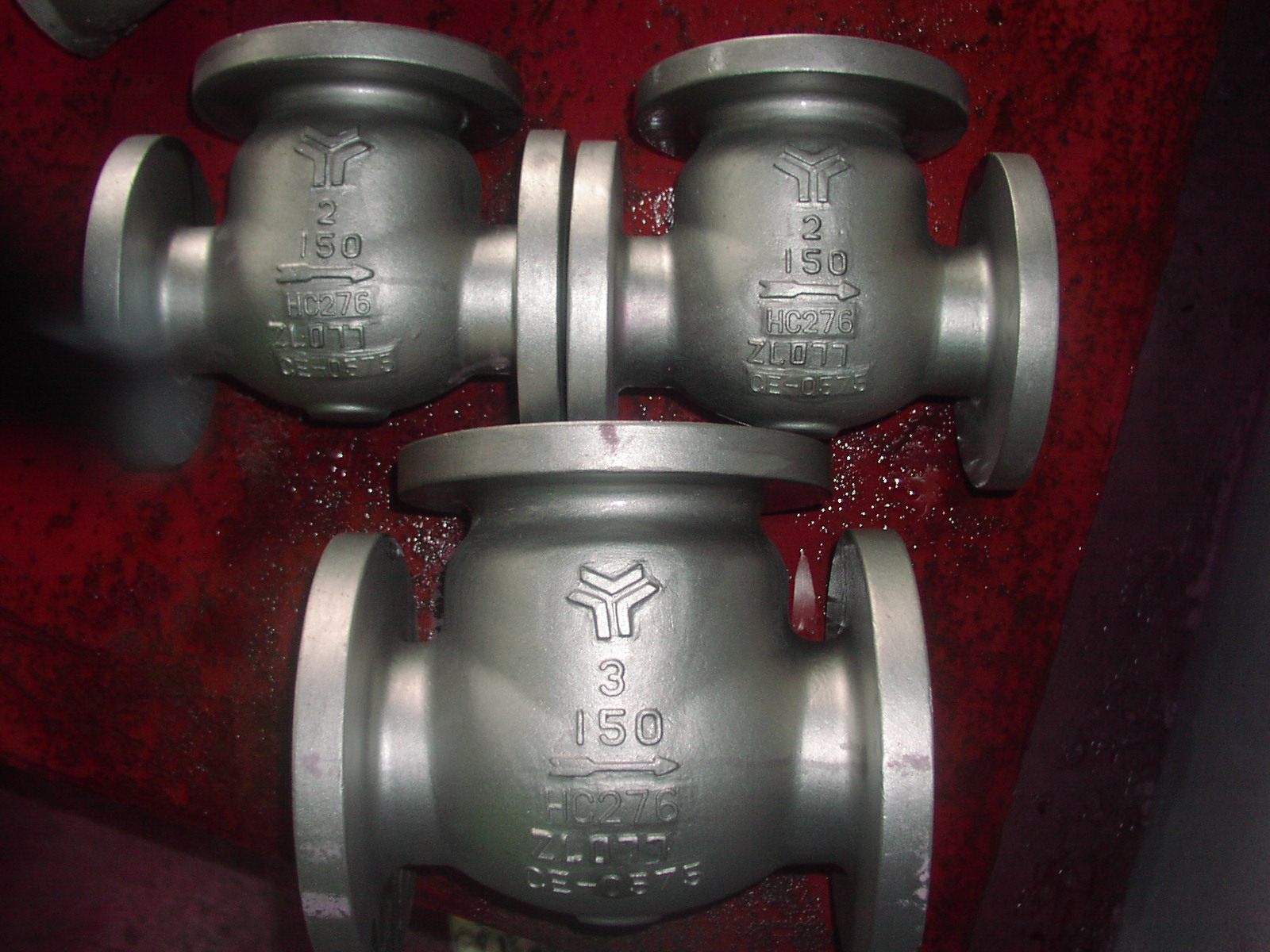
Hình ảnh về van một chiều thông dụng.

Van một chiều (tiếng Anh: Check valve; tiếng Nga: Обратный клапан) là thiết bị bảo vệ đường ống dẫn, cho phép dòng chất lỏng-khí đi qua chỉ theo 1 hướng nhất định và ngăn cản dòng theo hướng ngược lại. Van một chiều được sử dụng để bảo vệ các thiết bị của mạch thủy lực như ống dẫn, máy bơm, bình chứa, v.v. Ngoài ra van một chiều còn có tác dụng ngăn ngừa sự mất mát chất lỏng-khí khi có sự cố rò rỉ, hỏng hóc ống dẫn.

## Chức năng
Chức năng quan trọng của van một chiều đó là đảm bảo chế độ vận hành chuẩn của cả hệ thống.
Ví dụ, khi hệ thủy lực được cung cấp chất lỏng bởi 1 trạm máy bơm gồm nhiều máy bơm ghép song song. Khi có sự cố tụt áp tại một máy bơm, nếu không có van 1 chiều lớp ở cửa đẩy của máy bơm đó, thì một phần lưu lượng chất lỏng có thể chảy ngược về máy bơm bị tụt áp. Điều này không có lợi trong quá trình vận hành hệ thống.

## Phân loại
Các dạng chính của van một chiều gồm: Van một chiều lá lật, van một chiều dạng loxo, van một chiều cánh bướm , van một chiều dạng cối

## Cấu tạo
Các bộ phận chính của van bao gồm phần tử trượt – dạng trượt (như cửa xoay – dạng cửa xoay), mặt đế đỡ, phần tử trợ lực (như lò xo,then, v.v.)

## Nguyên tắc lắp đặt
Van một chiều dạng trượt được lắp trên đoạn ống dẫn nằm ngang. Van một chiều dạng cửa có thể lắp trên đoạn ống dẫn nằm ngang hoặc thẳng đứng.